# NGC 3906
NGC 3906 (również PGC 36953 lub UGC 6797) – galaktyka spiralna z poprzeczką (SBcd), znajdująca się w gwiazdozbiorze Wielkiej Niedźwiedzicy. Odkrył ją William Herschel 9 marca 1788 roku.